# Universidad Autónoma de Coahuila
La Universidad Autónoma de Coahuila (UAdeC) es una institución de educación superior del estado de Coahuila. Fundada en 1957, obtuvo su autonomía en el año 1973, desde entonces cuenta con un gran número de facultades e instituciones de educación media superior en ese estado. 

## Antecedentes

### Ateneo Fuente
Desde su creación se intuyó que el Ateneo Fuente sería más tarde, la piedra angular o institución básica para el surgimiento de la Universidad Autónoma de Coahuila (UAdeC), idea que cristalizó durante el gobierno de Román Cepeda Flores en el año de 1957 en el que se aprueba el decreto de la creación de la Universidad de Coahuila y habría de ser un destacado exalumno del Ateneo Fuente, ello Salvador González Lobo, primer rector de la misma.
Ha sido la institución más reconocida en el noreste de México y en Coahuila. Actualmente sigue formando parte de la Universidad Autónoma de Coahuila, siendo una de las escuelas de nivel medio superior, pertenecientes a esta institución. El Ateneo Fuente se ubica al poniente de la ciudad de Saltillo en el campus central, a sus costados se encuentran la Facultad de Jurisprudencia, y del otro extremo la Rectoría de la Universidad, junto con estas escuelas además se halla la Facultad de Ciencias Químicas, Facultad de Jurisprudencia y el Centro de Idiomas.

### Decreto Universitario
Sus antecedentes se remontan hacia el año 1957, cuando por medio de un decreto expedido por el Congreso del Estado, se aprobó la creación de un organismo público destinado a la educación superior, con el nombre de Universidad de Coahuila. El entonces gobernador del Estado, Román Cepeda Flores, designó a Salvador González Lobo como primer rector de la institución. En mayo de 1960 se aprobó el escudo, así como el lema de la universidad, que dice: "En el Bien fincamos el Saber".

## Línea Histórica de la UA de C
Antecedentes principales de la Universidad Autónoma de Coahuila

- 1867 Se crea el Ateneo Fuente
- 1943 Se crea el "La Escuela de Leyes del Estado" hoy Facultad de Jurisprudencia
- 1945 Empieza la construcción de la Escuela de Ciencias Químicas
- 1957 Acta Constitutiva de la UA de C
- 1957 Fundación de la Escuela de Medicina Unidad Torreón
- 1957 Creación del Primer Consejo Universitario
- 1958 Creación de la escuela de Minería y Metalurgia, en Nueva Rosita
- 1962 El presidente Adolfo López Mateos inaugura edificio de la escuela de Minería y Metalurgia en Nueva Rosita
- 1967 Inicia construcción del edificio de Rectoría
- 1969 Puesta en función del edificio de Rectoría
- 1973 Absorbe a la Escuela de Ingeniería Mecánica y Eléctrica, de Monclova
- 1980 Fundación de la Escuela de Ciencias de la Comunicación
- 1983 Se celebra el 50 Aniversario del Ateneo Fuente
- 1983 Inicia construcción de la Escuela de Ciencias de la Educación
- 1983 Inauguración de la Librería Universitaria de Monclova
- 1987 Fundación de la "Escuela de Matemáticas de la UA de C" hoy Facultad de Ciencias Físico-Matemáticas
- 1988 Inauguración de la Escuela de Ciencias Biológicas Unidad Torreón
- 1990 Entrega de la Escuela Superior de Ingeniería de la UA de C en S. Pedro de las Colonias
- 2005 Inauguración de la Biblioteca FIME
- 2005 Inauguración de la Escuela de Artes Plásticas y Diseño Gráfico de Saltillo
- 2005 Creación de la Video-Sala Otilio González
- 2006 Inicia la remodelación del Ateneo Fuente
- 2006 Inauguración de la Infoteca Torreón
- 2006 Inicia labores la Infoteca Saltillo
- 2007 Inauguración del Centro Universitario de Informática de Nueva Rosita
- 2016 Creación del Instituto de Investigación para el Desarrollo Integral de la Mujer Universitaria
- 2019 Se lleva a cabo la gran reforma al Estatuto Universitario

## Movimientos universitarios

### Movimiento de la Autonomía Universitaria
El 13 de marzo de 1973, el rector Arnoldo Villarreal Zertuche renunció al cargo buscando la candidatura de una diputación federal. Fue entonces cuando la Junta de Gobierno que dirigía a la entonces Universidad de Coahuila, presidida por el entonces gobernador Eulalio Gutiérrez Treviño, designó a Jorge Mario Cárdenas González como nuevo rector de la universidad. Esta decisión fue impugnada por la Federación de Estudiantes de Saltillo de la Universidad de Coahuila (FESUC) quienes preferían como rector al entonces director del Ateneo Fuente Armando Fuentes Aguirre “Catón”.
Posteriormente, en privado, Catón se entrevisto con el gobernador para desistir de sus aspiraciones, lo que conllevo al nombramiento final de Jorge Cárdenas. Esto llevó a la FESUC, liderada por Mario Arizpe, a tomar el edificio de rectoría el 24 de marzo para evitar la toma de posesión del nuevo rector que se daría el día siguiente. Fue entonces cuando se decidió cambiar las exigencias y ahora abogaban por la autonomía. Los alumnos duraron atrincherados en aquel edificio 11 días hasta que, el 4 de abril de 1973, el gobernador Gutiérrez Treviño decreto la autonomía de la Universidad de Coahuila que ahora se paso a llamar Universidad Autónoma de Coahuila (UAdeC).
En este movimiento participaron estudiantes que después serían conocidos como: José Guadalupe Robledo Guerrero, Salvador Hernández Vélez, Mario "El Negro" Alberto Ochoa Rivero, Oscar Pimentel González, Mario Valencia Hernández, Jaime Martínez Veloz, entre otros.

### Movimiento Pro-dignificación
En 1984 la situación en la universidad era muy inestable. El rector Melchor de los Santos Ordóñez, electo por la base estudiantil, promovió la desaparición del Sindicato de Trabajadores Administrativos y Manuales de la UAdeC (STAMUAC) en favor de la formación de un sindicato charro el cual se paso a llamar Sindicato de Trabajadores de la Universidad Autónoma de Coahuila (STUAC); propicio la renuncia de Mario Arizpe de la Dirección de Extensión Universitaria e infiltro en la administración universitaria funcionarios leales al gobierno estatal. Estas acciones provocaron un distanciamiento de los estudiantes con la administración universitaria que luego se encrudecería con el rectorado de Oscar Villegas Rico, el cual llegó al poder en una cuestionada elección.
El desarrollo de estos eventos llevó a los restos de la FESUC a recluirse en la Facultad de Arquitectura de Saltillo. A su vez, el grupo de los "corporos", como era conocido una organización de ultraderecha católica escindida de la FESUC, se vio desplazado de  la administración universitaria por lo que buscarían de nuevo entrar a esta. Así, en 1984, se destaparon tres candidatos: Jaime Martínez Veloz, que representaría ideales de izquierda marxista; Armando Fuentes Aguirre “Catón”, quien representaría a los "corporos"  y Valeriano Valdés Valdés, que sería el candidato elegido por Oscar Villegas Rico y el favorito del gobernador.
Durante estas elecciones, hubo sucesivas explosiones de violencia en los dos campus principales de la universidad, con especial encono en Torreón. Fue también notorio el uso de grupos de choque conocidos como "porros" por parte de las autoridades universitarias.
Así el 24 de marzo se celebraron las elecciones en las que quedó como vencedor Valeriano Valdés. Ante esto, ambos candidatos opositores tomaron la decisión de organizar una marcha hacia Ciudad de México (entonces Distrito Federal) la cual presiono suficiente al Gobierno Federal para obligar al gobernador a disponer de su candidato y poner a un rector interino. Este otro rector sería Jesús Ochoa Ruesga el cual se encargaría de organizar otras elecciones para el año siguiente, además de incorporar en la administración en los candidatos opositores. 
A pesar de sus esfuerzos, ninguno de los candidatos opositores ganó las elecciones de 1985 debido a la animadversión que se tenían uno al otro, lo que dejó vía libre a que el candidato oficialista, Jaime Isaías Ortiz Cárdenas “El Gato”, fuera elegido rector.

## Rectores
Entre 1957 y 1973 el Rector de la Universidad de Coahuila era nombrado por el Gobernador de Coahuila. El 4 de abril de 1973, durante la administración de Eulalio Gutiérrez Treviño, la institución recibió la autonomía para autogobernarse, por lo que desde ese momento y hasta la fecha, el Rector de la Universidad Autónoma de Coahuila es elegido por voto directo de los alumnos, investigadores y personal docente de la misma.
| Nombre                               | Periodo                                         |
| ------------------------------------ | ----------------------------------------------- |
| Lic. Salvador González Lobo          | 5 de octubre de 1957-16 de octubre de 1960      |
| Lic. José de las Fuentes Rodríguez   | 16 de octubre de 1960 - 30 de abril de 1967     |
| Prof. Ildefonso Villarello Vélez     | 30 de abril de 1967 - 25 de febrero de 1968     |
| Lic. Felipe Sánchez de la Fuente     | 25 de febrero de 1968 - 31 de diciembre de 1970 |
| Dr. Arnoldo Villarreal Zertuche      | 31 de diciembre de 1970 - 3 de abril de 1973    |
| Lic. Melchor de los Santos Ordóñez   | 3 de abril de 1973 - 25 de mayo de 1978         |
| Lic. Oscar Villegas Rico             | 25 de mayo de 1978 - 30 de marzo de 1984        |
| Lic. Valeriano Valdez Valdez         | 30 de marzo - 17 de mayo de 1984                |
| Lic. Jesús Ochoa Ruesga              | 17 de mayo de 1984 - 12 de marzo de 1985        |
| Ing. Jaime Ortiz Cárdenas            | 12 de marzo de 1985 - 13 de mayo de 1988        |
| M.C. Remigio Valdez Gámez            | 13 de mayo de 1988 - 5 de febrero de 1994       |
| Dr. Alejandro Dávila Flores          | 5 de febrero de 1994 - 17 de febrero de 1997    |
| Ing. José María Fraustro Siller      | 17 de febrero de 1997 - 7 de junio de 2001      |
| Lic. Heriberto Fuentes Canales       | 7 de junio - 1 de octubre de 2001               |
| Ing. Jesús Ochoa Galindo             | 1 de octubre de 2001 - 25 de mayo de 2007       |
| Lic. Mario Alberto Ochoa Rivera      | 25 de mayo de 2007 - 16 de mayo de 2013         |
| Lic. Blas José Flores Dávila         | 16 de mayo de 2013 - 28 de noviembre de 2017    |
| Ing. Jesús Salvador Hernández Vélez  | 17 de febrero de 2018 - 1 de febrero de 2024    |
| M.C. Jesús Octavio Pimentel Martínez | 2 de febrero de 2024 - En el cargo              |

## Unidades
Coahuila es el tercer estado de la República Mexicana en extensión territorial, la universidad cuenta con presidentes estudiantiles que duran 3 años en el cargo .por lo que, con el objetivo de atender la demanda educativa y facilitar el acceso de la comunidad estudiantil en los niveles medio superior, técnico superior, técnico medio superior, y de postgrado, la universidad está distribuida en tres unidades: Saltillo, Norte y Torreón.

### Bachillerato
En su totalidad, la UA de C cuenta con 13 centros de enseñanza del nivel de bachillerato en los sistemas escolarizado y abierto; ofrece además, 3 alternativas de capacitación para el trabajo: 2 opciones educativas del nivel técnico medio; 2 del nivel medio superior y una salida lateral, que se clasifica en este mismo nivel; 42 carreras del nivel superior; y 41 del nivel postgrado (17 especialidades, 22 maestrías y 2 doctorados). 

### Anexadas
Además de las 51 instituciones oficiales, la universidad avala los estudios que se realizan en 54 escuelas del nivel medio superior y superior, incorporadas a la misma y distribuidas en todo el estado. La UA de C cuenta con tres hospitales, dos de ellos ubicados en la ciudad de Torreón y uno en Saltillo, cuyos objetivos son: impartir enseñanza teórico-práctica de especialidades médicas; brindar la oportunidad de llevar a cabo las prácticas hospitalarias a los alumnos del área de ciencias de la salud, así como permitir la realización del servicio social a los egresados de ésta y de las demás áreas educativas que así lo soliciten.
Siendo la investigación uno de los fines primordiales de la universidad, ésta cuenta con diferentes centros ubicados en sus tres unidades, con las instalaciones y el equipo adecuado para el logro de este objetivo. La universidad difunde la cultura a través de la Coordinación General de Extensión Universitaria y Difusión Cultural, quien posee una apropiada infraestructura para brindar los servicios que la comunidad requiere en la materia.

## Facultades y Bachilleratos por Unidad

### Saltillo
Conformada por 27 escuelas, facultades e institutos, ubicados en las ciudades de Arteaga, Saltillo y Parras de la Fuente. 
La Universidad cuenta con 3 unidades en Saltillo:
- Unidad Central
- Unidad Campo Redondo
- Ciudad Universitaria (Arteaga)

#### Bachilleratos
- Escuela de Bachilleres "Ateneo Fuente"
- Escuela de Bachilleres "Dr. Mariano Narváez González".
- Instituto "Miguel Ángel Rodríguez Calderón". (Ramos Arizpe, Coah.)
- Preparatoria Número Uno
- Escuela de Bachilleres "Juan Agustín de Espinoza" (Parras de la Fuente, Coah.)
- Instituto de Ciencias y Humanidades "Lic. Salvador González Lobo"
- Instituto de Enseñanza Abierta
- Instituto de Lenguas Extranjeras (Bachillerato Bilingüe)

#### Facultades
- Facultad de Artes Plásticas "Profr. Rubén Herrera"
- Facultad de Ciencias Sociales
- Facultad de Odontología
- Facultad de Psicología
- Escuela Superior de Música
- Facultad de Arquitectura
- Facultad de Ciencias de la Administración
- Facultad de Ciencias de la Comunicación
- Facultad de Ciencias de la Educación y Humanidades
- Facultad de Ciencias Físico Matemáticas
- Facultad de Ciencias Químicas
- Facultad de Economía
- Facultad de Enfermería "Dr. Santiago Valdés Galindo"
- Facultad de Ingeniería
- Facultad de Jurisprudencia
- Facultad de Medicina
- Facultad de Mercadotecnia
- Facultad de Sistemas
- Facultad de Trabajo Social
- Instituto de Lenguas Extranjeras (Licenciatura en Enseñanza del Idioma Inglés)

### Torreón
La constituyen 21 escuelas y facultades e institutos establecidos en los municipios de Torreón y San Pedro de las Colonias

#### Bachilleratos
- Esc. de Bach. Aguanueva
- Esc. de Bach. Venustiano Carranza
- Instituto de Enseñanza Abierta de Torreón
- INSTITUTO "MANUEL MUÑOZ OLIVARES" en Matamoros, Coahuila

#### Facultades
- Escuela de Administración (San Pedro)
- Escuela de Arquitectura
- Escuela de Artes Escénicas
- Facultad de Ciencias Políticas y Sociales
- Facultad de Contaduría y Administración
- Facultad de Derecho
- Facultad de Ciencias Biológicas
- Escuela de Ciencias de la Comunidad
- Facultad de Ingeniería Mecánica y Eléctrica
- Facultad de Licenciatura en Enfermería
- Escuela de Psicología
- Facultad de Administración Fiscal y Financiera
- Facultad de Economía y Mercadotecnia
- Escuela de Sistemas
- Facultad de Ingeniería Civil
- Facultad de Medicina
- Facultad de Odontología

### Norte
Integrada por 10 escuelas, facultades e institutos ubicados en Monclova, Nueva Rosita, Allende, Piedras Negras y Ciudad Acuña. 

#### Bachilleratos
- Esc. de Bach. Dr. y Gral. Jaime Lozano Benavides
- Esc. de Bach. Lic. Luis Donaldo Colosio Murrieta
- Esc. de Bach. Prof.. Ladislao Farías Campos
- Esc. de Bach. Sr. Urbano Riojas Rendón
- Esc. de Bach. Sr. Urbano Riojas Rendón Ext. Muzquiz
- Esc. de Bach. Ateneo Fuente
- Esc. de Bach. Antonio Gutiérrez Garza

#### Facultades
- Facultad de Ingeniería Mecánica y Eléctrica (Monclova)
- Facultad de Metalurgia (Monclova)
- Esc. Sup. de Ing. Lic. Adolfo López Mateos (Nueva Rosita)
- Escuela de Sistemas Prof. Marcial Ruiz Vargas (Ciudad Acuña)
- Facultad de Contaduría y Administración (Monclova)
- Facultad de Administración y Contaduría (Piedras Negras)
- Escuela de Medicina U.N. (Piedras Negras)
- Escuela de Psicología Unidad Norte (Monclova)
- Escuela de Ciencias de la Salud (Piedras Negras)

### Dependencias
- Coordinación de Unidad Norte (Norte)
- Contraloría General (Saltillo)
- Coord. General de Difusión y Patrimonio Cultural (Saltillo)
- Coordinación de Vinculación y Proyectos Especiales (Saltillo)
- Coordinación de Comunicación Social (Saltillo)
- Coordinación de Extensión Universitaria (Saltillo)
- Coordinación de Relaciones Públicas (Saltillo)
- Coordinación de Unidad Saltillo (Saltillo)
- Coordinación de Estudios de Postgrado (Saltillo)
- Coordinación General de Informática de Tecnología de Información y Comunicaciones (Saltillo)
- Coordinación General del Deporte (Saltillo)
- Coordinación General Jurídica (Saltillo)
- Coordinación Asuntos Académicos (Saltillo)
- Dirección de Planeación (Saltillo)
- Dirección Gral. De Admón.. Patrimonial y de Servicios (Saltillo)
- Educación Universitaria a Distancia (Saltillo)
- Oficialía Mayor U.S. (Saltillo)
- Rectoría (Saltillo)
- Secretaría General (Saltillo)
- Tesorería General (Saltillo)
- Coordinación General Unidad Torreón (Torreón)

### Sistemas de Hospitales
- Hospital Universitario de Saltillo "Dr. Gonzalo Valdés Valdés"
- Hospital Universitario de Torreón "Dr. Joaquín Del Valle Sánchez"
- Hospital Infantil Universitario

### Órganos Colegiados
- H. Comisión General de Asuntos Académicos
- H. Comisión de Honor y Justicia
- H. Comisión General de Hacienda
- H. Comisión General de Planeación
- H. Comisión General de Reglamentos
- H. Consejo Universitario y de Comisiones

## Escudo de la UA de C
Los autores del escudo fueron: de la iconografía, el Ing. José Cárdenas Valdés; del lema, el Lic. Arturo Moncada Garza; y de la descripción heráldica, el Prof. Ildefonso Villarello Vélez. En 1973 se concede la autonomía a la universidad. Se inicia entonces una nueva etapa, cuyo primer objetivo fue establecer el régimen jurídico actual, propósito que se cumple con la elaboración del estatuto universitario en el año de 1975, instrumento que norma toda actividad dentro de la institución. Al escudo original se le agregó la palabra "autónoma", dando origen al nombre actual de nuestra máxima casa de estudios: Universidad Autónoma de Coahuila.
- En la punta se extienden bajo los libros, dos guirnaldas de laurel en sinople, atadas por un lazo en plata y gules.
- Sobre el eje, a manera de frontón, una faja de gules, con la leyenda: UNIVERSIDAD AUTÓNOMA DE COAHUILA.
- Como soporte del escudo hallase un águila "pasmada" en sable, sosteniendo en poderosas garras con una cinta en oro la divisa de la Universidad.
- Forma del Escudo: Español, varonil, tradicional de estados, reinos e instituciones soberanas.
- Campo: Simple, porque consta de un solo esmalte sobre el que aparece el blasón de la Universidad.
- Esmaltes: Oro, plata, azul, gules, sinople, sable.

La tradición heráldica señaló entre los atributos morales simbolizados por estos colores y esmaltes, a los siguientes: 
- El oro significa entre otros constancia, fe, pureza; quienes lo llevan en su escudo están obligados a hacer bien y a defender a su patria "peleando por ella hasta derramar la última gota de sangre".
- La plata obliga a la protección de los débiles y simboliza la pureza.
- El de gules habla de valor, atrevimiento, intrepidez y quienes lo llevan se hallan obligados a auxiliara los injustamente oprimidos.
- El azul es símbolo de serenidad, de hermosura y majestad, y quienes lo tienen en su escudo están obligados a socorrer a los fieles servidores de los príncipes, lo que entre nosotros quiere decir a la República.
- Con el verde del sinople simbolizase la libertad, la esperanza, la abundancia, y obliga a quienes lo poseen, el auxilio a los oprimidos y desamparados.
- Y finalmente el sable del águila que soporta al escudo, es emblema de la ciencia.